# روجر أشام
روجر أشام (بالإنجليزية: Roger Ascham)‏، (ولد عام 1515م - توفي عام 1568م )، عالم إنجليزي مشهورٌ بأسلوبه النثري وآرائه حول التعليم. تولى مناصب في عهد الملك إدوارد الرابع والملكة ماري الأولى، ثم صار الأستاذ الخاص لإليزابيث الأولى ملكة إنجلترا، فتعلمت على يديه اليونانية واللاتينية.

## روابط خارجية
- روجر أشام على موقع الموسوعة البريطانية (الإنجليزية)
- روجر أشام على موقع إن إن دي بي (الإنجليزية)